# مملكة النساء (فلم)
مملكة النساء هو فيلم كوميدي مصري من إخراج إحسان فرغل وبطولة إسماعيل ياسين، زهرة العلا، شكري سرحان، ماري منيب ولولا صدقي.

## نبذه
كوثر أم متزوجة مناصرة لحقوق المرأة تقوم بعمل لقاءات وندوات ومقالات للحديث عن حقوق المرأة بينما هي تهمل زوجها وأولادها تمامًا ،تصرفاتها تجعلها في خلافات مع زوجها دومًا، تقرأ رواية تخيلية عن مملكه النساء حيث يعيش النساء بمفردهن بدون رجال ويتحكمن في كل شيء وفي كل المناصب والأدوار ،يضطر فريد وصديقه ياسين أن يهبطا بطائرتهما هبوطًا اضطراريًا في هذه المدينة.

## طاقم العمل
- إسماعيل ياسين بدور ياسين/ياسمين
- زهرة العلا بدور قمر
- شكري سرحان بدور فريد/فريدة
- ماري منيب بدور الملكة
- لولا صدقي بدور عايدة
- جمالات زايد بدور الطبيبة الشرعية
- فتحية شاهين بدور كوثر مراد
- أحمد لوكسر بدور مجدي زوج كوثر
- فيفي يوسف بدور رئيسة الشرطة